# FV-101 (Spanje)
De FV-101 is een secundaire verkeersweg op het Spaanse eiland Fuerteventura. De weg is gelegen tussen tussen de plaatsen La Oliva en Corralejo. 